# Gary Lewis
Gary Lewis, nome d'arte di Gary Stevenson (Glasgow, 30 novembre 1957), è un attore britannico.
Ha recitato, tra gli altri film, in Billy Elliot, Gangs of New York, L'uomo senza legge, Eragon e nella serie di Outlander.

## Biografia
È nato e cresciuto a Easterhouse, sobborgo di Glasgow. Dopo aver lasciato la scuola, trovò un lavoro come spazzino per guadagnarsi da vivere. Più tardi, Lewis trovò lavoro nella biblioteca locale. Incoraggiato da suo fratello, un insegnante di inglese in una scuola secondaria di Glasgow (Stonelaw High School), iniziò a leggere voracemente e a pensare di perseguire una carriera come attore. Nel 2000 compare nel film Billy Elliot nei panni di Jackie Elliot aggiudicandosi il Premio come miglior attore al Flaiano Film Festival. Nel 2006 viene scelto per interpretare il personaggio di Roothgar nel film fantastico Eragon, diretto da Stefen Fangmeier.

## Filmografia parziale

### Cinema
- Piccoli omicidi tra amici (Shallow Grave), regia di Danny Boyle (1994)
- La canzone di Carla (Carla's Song), regia di Ken Loach (1996)
- Orphans, regia di Peter Mullan (1997)
- My Name Is Joe, regia di Ken Loach (1998)
- Billy Elliot, regia di Stephen Daldry (2000)
- Gangs of New York, regia di Martin Scorsese (2002)
- Pure, regia di Gillies MacKinnon (2002)
- Un bacio appassionato (Ae Fond Kiss...), regia di Ken Loach (2004)
- Joyeux Noël - Una verità dimenticata dalla storia (Joyeux Noël), regia di Christian Carion (2005)
- Goal!, regia di Danny Cannon (2005)
- Cargo, regia di Clive Gordon (2006)
- Eragon, regia di Stefen Fangmeier (2006)
- Valhalla Rising - Regno di sangue (Valhalla Rising), regia di Nicolas Winding Refn (2009)
- Goal III: Taking on the World, regia di Andy Morahan (2009)
- L'olimpiade nascosta, regia di Alfredo Peyretti - miniserie televisiva (2012)
- Something Good, regia di Luca Barbareschi (2013)
- The Vanishing - Il mistero del faro (The Vanishing), regia di Kristoffer Nyholm (2018)
- The Keeper, regia di Marcus H. Rosenmüller (2019)
- Mio figlio (My Son), regia di Christian Carion (2021)
- The Marvels, regia di Nia DaCosta (2023)

### Televisione
- Supervulcano (Supervolcano), regia di Tony Mitchell – film TV (2005)
- Merlin – serie TV, 2 episodi (2011)
- Outlander – serie TV, 7 episodi (2014-2015)
- Testimoni silenziosi (Silent Witness) – serie TV, 2 episodi (2014)
- Delitti in Paradiso (Death in Paradise) – serie TV, episodio 4x07 (2015)
- The Level – serie TV, 6 episodi (2016)
- Frontiera (Frontier) – serie TV, 3 episodi (2018)
- His Dark Materials - Queste oscure materie (His Dark Materials) – serie TV, 4 episodi (2019-2020)
- Vigil - Indagine a bordo (Vigil) – serie TV, 10 episodi (2021-2023)
- Franklin, regia di Tim Van Patten – miniserie TV, puntate 7-8 (2024)
- A Thousand Blows – serie TV, 4 episodi (2025)

## Premi e riconoscimenti
- 1997 - Premio come miglior attore al Festival Internazionale del Cinema di Gijón (Orphans)
- 2000 - Premio come miglior attore al Flaiano Film Festival (Billy Elliot)

## Doppiatori italiani
Nelle versioni in italiano delle opere in cui ha recitato, Gary Lewis è stato doppiato da:
- Paolo Marchese in My Name Is Joe, Eragon, Something Good
- Massimo Venturiello in Billy Elliot, The Marvels
- Luca Biagini in La canzone di Carla
- Roberto Chevalier in Orphans
- Manlio De Angelis in Gangs of New York
- Giuliano Santi in L'uomo senza legge
- Angelo Nicotra in Joyeux Noël - Una verità dimenticata dalla storia
- Pasquale Anselmo in Goal!
- Stefano Mondini in Merlin
- Gino La Monica in Outlander
- Pierluigi Astore in Frontiera
- Emilio Mauro Barchesi in His Dark Materials - Queste oscure materie
- Oliviero Corbetta in Mio figlio
- Marco Balzarotti in Supervulcano
- Ambrogio Colombo in Vigil - Indagine a bordo
- Stefano Thermes in A Thousand Blows